# Ferdinando Carlo Vittorio d'Austria-Este
Arciduca Ferdinando Carlo Vittorio d'Austria-Este (Modena, 20 luglio 1821 – Brno, 15 dicembre 1849) fu un arciduca d'Austria-Este e principe di Modena e Reggio.

## Biografia

### Giovinezza

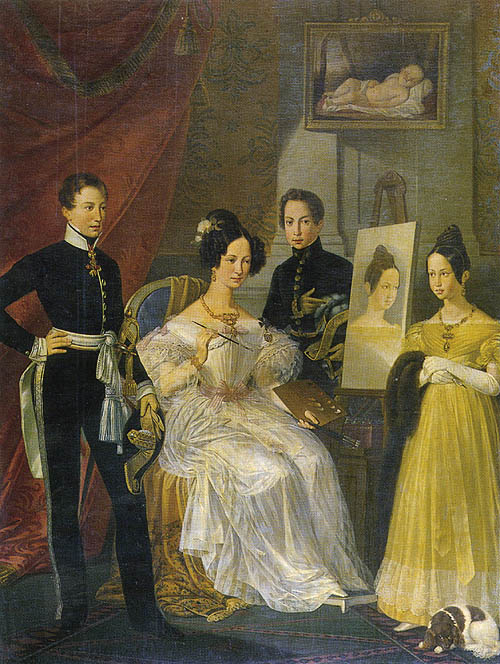
Ritratto di Ferdinando Carlo con la madre e i fratelli, di Bernardino Rossi, 1836

Ferdinando Carlo era il terzo figlio di Francesco IV d'Austria-Este, duca di Modena e Reggio, e della principessa Maria Beatrice di Savoia, figlia di Vittorio Emanuele I, re di Sardegna, e della sorella di suo padre Maria Teresa d'Austria-Este.
Ferdinando Carlo venne inviato come messaggero alla corte reale prussiana a Berlino per annunciare l'ascesa al trono dell'imperatore Francesco Giuseppe I d'Austria.

### Matrimonio
Ferdinando Carlo si sposò il 4 dicembre 1846 nel castello di Schönbrunn a Vienna con Elisabetta Francesca d'Asburgo-Lorena, figlia dell'arciduca Giuseppe Antonio Giovanni d'Asburgo-Lorena e della sua terza moglie Maria Dorotea di Württemberg.

### Carriera militare

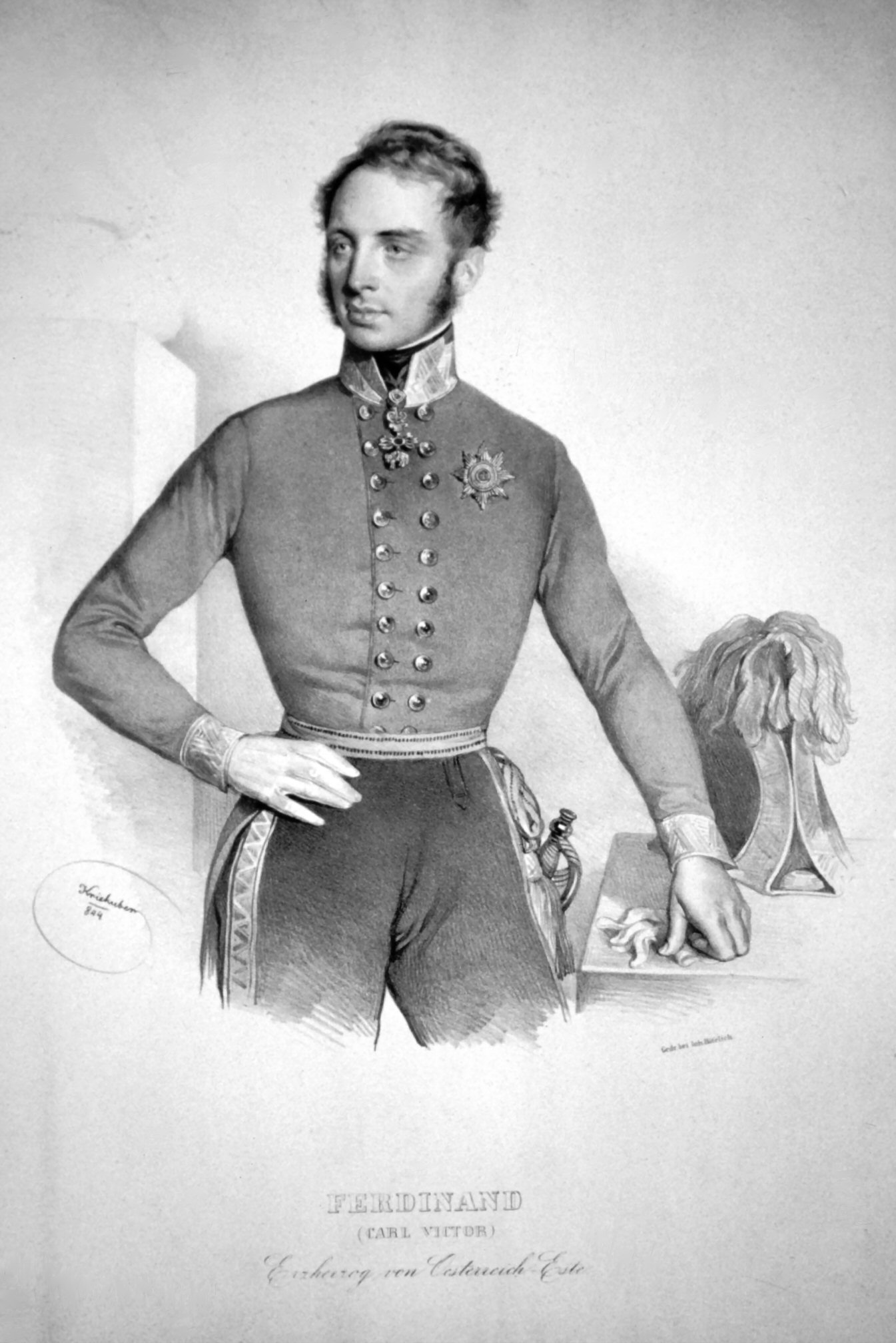
L'arciduca Ferdinando d'Austria-Este, litografia di Josef Kriehuber, 1844

Durante il servizio militare Ferdinando partecipò alle campagne in Italia ed Ungheria, giungendo al grado di maggior generale, luogotenente feldmaresciallo e titolare del 26º reggimento di fanteria imperiale.

### Morte
Quando il suo reggimento era dislocato a Brno, a causa di gravi e numerose malattie ed alti tassi di mortalità tra i soldati, Ferdinando Carlo ispezionò gli ospedali, contraendovi il tifo. Dopo cinque giorni di malattia, nei quali fu assistito da sua sorella Maria Teresa, l'arciduca morì all'età di ventotto anni. Fu sepolto nella chiesa di San Vincenzo a Modena.
La sua vedova si risposò con Carlo Ferdinando d'Austria-Teschen.
Ferdinando Carlo fu il legame nella successione giacobita tra suo fratello Francesco V d'Austria-Este e sua figlia Maria Teresa Enrichetta d'Austria-Este.

## Discendenza
Elisabetta e Ferdinando ebbero una figlia:
- Maria Teresa Enrichetta d'Asburgo-Este, nata a Brno nell 1849 e morta nel castello di Wildenwart nel 1919. Si sposò con il re Ludovico III di Baviera, divenendo l'ultima regina di Baviera.

## Antenati
|                                          |                               |                                        | Genitori                                      |  |  | Nonni |  |  | Bisnonni              |  |  | Trisnonni          |  |
|                                          |                               |                                        |                                               |  |  |       |  |  | Francesco I di Lorena |  |  | Leopoldo di Lorena |  |
|                                          |                               |                                        |                                               |  |  |       |  |  | Francesco I di Lorena |  |  | Leopoldo di Lorena |  |
|                                          |                               | Elisabetta Carlotta di Borbone-Orléans |                                               |  |  |       |  |  | Francesco I di Lorena |  |  |                    |  |
| Ferdinando d'Asburgo-Lorena              |                               |                                        |                                               |  |  |       |  |  | Francesco I di Lorena |  |  |                    |  |
|                                          |                               | Maria Teresa d'Austria                 | Carlo VI d'Asburgo                            |  |  |       |  |  |                       |  |  |                    |  |
|                                          |                               | Maria Teresa d'Austria                 | Carlo VI d'Asburgo                            |  |  |       |  |  |                       |  |  |                    |  |
|                                          |                               | Maria Teresa d'Austria                 | Elisabetta Cristina di Brunswick-Wolfenbüttel |  |  |       |  |  |                       |  |  |                    |  |
| Francesco IV d'Austria-Este              |                               | Maria Teresa d'Austria                 |                                               |  |  |       |  |  |                       |  |  |                    |  |
|                                          |                               | Ercole III d'Este                      | Francesco III d'Este                          |  |  |       |  |  |                       |  |  |                    |  |
|                                          |                               | Ercole III d'Este                      | Francesco III d'Este                          |  |  |       |  |  |                       |  |  |                    |  |
|                                          |                               | Ercole III d'Este                      | Carlotta Aglae di Borbone-Orléans             |  |  |       |  |  |                       |  |  |                    |  |
| Maria Beatrice d'Este                    |                               | Ercole III d'Este                      |                                               |  |  |       |  |  |                       |  |  |                    |  |
|                                          |                               | Maria Teresa Cybo-Malaspina            | Alderano I Cybo-Malaspina                     |  |  |       |  |  |                       |  |  |                    |  |
|                                          |                               | Maria Teresa Cybo-Malaspina            | Alderano I Cybo-Malaspina                     |  |  |       |  |  |                       |  |  |                    |  |
|                                          |                               | Maria Teresa Cybo-Malaspina            | Ricciarda Gonzaga di Novellara                |  |  |       |  |  |                       |  |  |                    |  |
| Ferdinando Carlo Vittorio d'Austria-Este |                               | Maria Teresa Cybo-Malaspina            |                                               |  |  |       |  |  |                       |  |  |                    |  |
|                                          | Vittorio Amedeo III di Savoia | Carlo Emanuele III di Savoia           |                                               |  |  |       |  |  |                       |  |  |                    |  |
|                                          | Vittorio Amedeo III di Savoia | Carlo Emanuele III di Savoia           |                                               |  |  |       |  |  |                       |  |  |                    |  |
|                                          | Vittorio Amedeo III di Savoia | Polissena Cristina d'Assia-Rotenburg   |                                               |  |  |       |  |  |                       |  |  |                    |  |
| Vittorio Emanuele I di Savoia            | Vittorio Amedeo III di Savoia |                                        |                                               |  |  |       |  |  |                       |  |  |                    |  |
|                                          |                               | Maria Antonietta di Borbone-Spagna     | Filippo V di Spagna                           |  |  |       |  |  |                       |  |  |                    |  |
|                                          |                               | Maria Antonietta di Borbone-Spagna     | Filippo V di Spagna                           |  |  |       |  |  |                       |  |  |                    |  |
|                                          |                               | Maria Antonietta di Borbone-Spagna     | Elisabetta Farnese                            |  |  |       |  |  |                       |  |  |                    |  |
| Maria Beatrice di Savoia                 |                               | Maria Antonietta di Borbone-Spagna     |                                               |  |  |       |  |  |                       |  |  |                    |  |
|                                          |                               | Ferdinando d'Asburgo-Lorena            | Francesco I di Lorena                         |  |  |       |  |  |                       |  |  |                    |  |
|                                          |                               | Ferdinando d'Asburgo-Lorena            | Francesco I di Lorena                         |  |  |       |  |  |                       |  |  |                    |  |
|                                          |                               | Ferdinando d'Asburgo-Lorena            | Maria Teresa d'Austria                        |  |  |       |  |  |                       |  |  |                    |  |
| Maria Teresa d'Austria-Este              |                               | Ferdinando d'Asburgo-Lorena            |                                               |  |  |       |  |  |                       |  |  |                    |  |
|                                          |                               | Maria Beatrice d'Este                  | Ercole III d'Este                             |  |  |       |  |  |                       |  |  |                    |  |
|                                          |                               | Maria Beatrice d'Este                  | Ercole III d'Este                             |  |  |       |  |  |                       |  |  |                    |  |
|                                          |                               | Maria Beatrice d'Este                  | Maria Teresa Cybo-Malaspina                   |  |  |       |  |  |                       |  |  |                    |  |
|                                          |                               | Maria Beatrice d'Este                  |                                               |  |  |       |  |  |                       |  |  |                    |  |